# Charaxes pelias
Charaxes pelias er en sommerfugl i Takvingefamilien, der er fundet i Sydafrika.
Vingefanget er 60-70 mm for hanner og 65-75 mm for hunner. Den har på hinanden følgende kuld fra september til april.
Larven lever af planter som Hypocalyptus obcordatus, Osyris compressa, Osyris lanceolata, og Rafnia-arter.